# بخش سعدآباد
بخش سعدآباد یکی از بخش‌های شهرستان دشتستان و دومین بخش بزرگ در استان بوشهر در جنوب کشور ایران است.

## موقعیت
سعدآباد از بخش‌های شهرستان دشتستان است که در شمال این شهرستان واقع شده و وسعت این بخش ۹۴۷ کیلومتر مربع که ۱۵/۳ درصد از شهرستان دشتستان را شامل می‌شود و بین ۷ و ۵۱ تا ۱۲ و ۵۱ طول شرقی و ۲۰ و ۲۹ تا ۴۱ و ۲۹ عرض شمالی با ارتفاع ۵۰ متر از سطح دریا قرار دارد. بخش سعدآباد دارای ۲۷ روستای مسکونی و ۱۰ روستای غیر مسکونی و دو دهستان وحدتیه و زیراه می‌باشد. دو رودخانه دالکی در قسمت شرقی و شاپور در قسمت شمال و غرب آن واقع است که سالیانه ۴۰۰ میلیون متر مکعب آب در مسیر خود جابجا نموده و ۱۸۰۰۰۰۰ اصله نخل را سیراب می‌کند.

## تقسیمات کشوری
- بخش سعدآباد
  - دهستان زیرراه
  - دهستان وحدتیه

- شهرها: سعدآباد و وحدتیه

## مردم

### جمعیت
بنابر سرشماری مرکز آمار ایران، جمعیت بخش سعدآباد شهرستان دشتستان در سال ۱۳۸۵ برابر با ۳۲۱۸۸ نفر بوده‌است.

### قومیت
غالب مردم سعدآباد قوم  لر  هستند با لر که از شبانکاره یا گناوه به این بخش می آیند.

### زبان
زبان مردم سعدآباد لری با گویش دشتستانی است.